# Andrea Cardona
Andrea Cardona (sinh ngày 19 tháng 6 năm 1982) là một người leo núi Guatemala, người phụ nữ Trung Mỹ đầu tiên và vùng Caribê đạt đỉnh cao nhất thế giới trên đỉnh Everest, 8.848 mét (29.029 ft) trên mực nước biển, và người Mỹ Latinh đầu tiên hoàn thành Nhà thám hiểm Grand Slam.

## Đầu đời
Andrea Melissa Cardona Morfín sinh ra ở thành phố Guatemala.
"Tôi đã có nhiều may mắn khi có cha mẹ trẻ và đi mà thích đi du lịch khắp Guatemala để tìm kiếm cuộc phiêu lưu. Một số ký ức yêu thích của tôi bao gồm đi bộ lên núi lửa Pacaya, nơi tôi có kinh nghiệm đầu tiên với dung nham. Tôi cũng nhớ một chuyến đi đến Semuc Champey, đó là một cuộc hành trình thực sự trên chiếc xe Jeep 4X4. Tôi nhớ sự tò mò mà trẻ emKekchi quan sát chúng tôi, những âm thanh mãnh liệt của Sông Cahabón bên cạnh lều của chúng tôi, sự rõ ràng của mặt trăng vào ban đêm, và cảm giác hoàn toàn tránh xa nền văn minh."
Ở tuổi 18, có khuynh hướng tham gia vào ngành du lịch, cô nộp đơn xin học bổng tại Đại học Genoa ở Ý và bốn năm sau đó tốt nghiệp ngành Kinh tế du lịch. Sau đó, cô làm việc cho một chuỗi khách sạn ở Sardegna và sau đó ở thành phố New York, thực hiện công việc bàn trong khu vực tiếp thị.
Với một cơ sở tri thức toàn cầu trong ngành du lịch, Andrea đã xin một công việc làm hướng dẫn, được tìm thấy trong một nhà điều hành tour du lịch Brazil có trụ sở tại châu Á. Sau khi thực hiện bảy du hành với trang bị sau lưng đến căn cứ của Núi Everest và khám phá một niềm đam mê bẩm sinh cho leo núi, đề xuất thử thách bản thân mình như là "người phụ nữ Trung Mỹ đầu tiên leo lên đỉnh cao nhất trên trái đất"
Trong số những thành tựu lớn nhất của cô và những thách thức gần đây là "Bảy đỉnh núi cao nhất mỗi châu lục", "Hành tinh thách thức Ba người Ba Lan" và "Nhà thám hiểm Grand Slam".